# Крјашени
Крјашени (тат. керәшеннәр од рус. кряшен; кряшены, тат. керәшен татарлары) — Крштени Татари (рус. крещёные татары), етнорелигиозна скупина Татара, тачније Волшких Татара. Исповедају православље. Живе углавном у Руској Федерацији - у Татарстану, Башкортостану, а мањим делом у Удмуртији и Чељабинској области. Крјашенски говори се мало разликују од казањског дијалекта татарског језика, те се најчешће и сматрају дијалектом тог језика.
Не постоји јединствено мишљење о статусу Крјашена: у садашње време већина их се сматра засебним народом, док су за време Совјетског Савеза званично били представљени као део татарског народа. У припреми совјетског пописа 1926. класификовани су као "нетачно означени народ“. На сверуском попису из 2010. године, било је 34822 људи се изјашњених Крјашена, иако се претпоставља да је њихов број знатно већи.